# Dalälven
Dal (szw. Dalälven) – rzeka w środkowej Szwecji, mająca źródło w Górach Skandynawskich, o długości 520 km, przepływająca przez krainę Svealand i wpływająca do Zatoki Botnickiej. Ma ujście lejkowe (estuarium), należy do zlewiska Morza Bałtyckiego. Należy do typu rzek północnoeuropejskich, płynie w klimacie umiarkowanym przejściowym chłodnym.